# 1000 Park Avenue
1000 Park Avenue es un edificio de apartamentos en el Upper East Side del distrito de Manhattan de la ciudad de Nueva York (Estados Unidos). Está ubicado en la esquina noroeste de la intersección de Park Avenue y la calle 84 Este. Fue construido en 1915–16 por los desarrolladores Bing & Bing a partir de un diseño de Emery Roth. La estructura de ladrillo marrón tiene 13 pisos de altura con una decoración de piedra y terracota de inspiración neogótica. Se dice que dos figuras talladas con vestimenta medieval cerca de la entrada principal representan a los hermanos Bing. Al otro lado de la calle 84 se encuentra la Iglesia de San Ignacio de Loyola.
El edificio es actualmente una cooperativa propiedad de sus residentes. Hay 64 unidades. Entre los antiguos residentes del edificio se encuentran el autor británico P. G. Wodehouse,  James J. Rorimer, ex director del Museo Metropolitano de Arte

## En la cultura popular
Nicola Kraus, se inspiró en algunos espacios y residentes del 1000 Park Avenue para The Nanny Diaries, publicado en 2002.